# Шальнов, Юрий Михайлович
Юрий Михайлович Шальнов (1 февраля 1938, Москва, СССР — 22 мая 2017, Москва, Россия) — советский хоккеист с мячом и тренер, заслуженный мастер спорта СССР (1969), двукратный чемпион мира.

## Биография
Юрий Шальнов начал играть в хоккей с мячом в 1952 году в детской команде «Динамо» (Москва). С 1956 года — в основном составе «Динамо». Этот клуб был единственным в его биографии в течение 15 сезонов.
Провёл 237 матчей. Семикратный чемпион СССР (1961, 1963–1965, 1967, 1969, 1970), второй (1959, 1966) и третий призёр (1960, 1962) чемпионатов СССР.
В составе сборной Москвы победитель Спартакиады народов РСФСР 1958 года, третий призёр Спартакиады народов РСФСР 1970 года.
Привлекался в сборную СССР, в составе которой дважды стал чемпионом мира.
Играл в футбол за дубль московского «Динамо» в 1957-1958 годах.
Обладатель Кубка СССР среди КФК 1958 года, неоднократный победитель чемпионата и Кубка Москвы в составе коллективов МГС «Динамо».
Также играл в хоккей на траве. В 1969—1970 годах был вратарём команды «Динамо» и победителем Всесоюзных соревнований в 1969 году. Привлекался в сборную СССР в 1969 году.
По окончании карьеры игрока работал в «Динамо» тренером (1976—1980, 1987—1993) и администратором (1972—1975, 1981—1986).

## Достижения

### хоккей с мячом
- Чемпион СССР — 1961, 1963, 1964, 1965, 1967, 1969, 1970
- Серебряный призёр чемпионата СССР — 1959, 1966
- Бронзовый призёр чемпионата СССР — 1960, 1962
- Победитель Спартакиады народов РСФСР — 1958
- Бронзовый призёр Спартакиады народов РСФСР — 1970
- В список 22 лучших игроков сезона входил четыре раза — 1960, 1961, 1964, 1969.
- Чемпион мира — 1965, 1969